# La Chapelle-du-Noyer
La Chapelle-du-Noyer è un comune francese di 1 158 abitanti situato nel dipartimento dell'Eure-et-Loir nella regione del Centro-Valle della Loira.

## Società

### Evoluzione demografica
Abitanti censiti